# Мухарка сріблиста
Мухарка сріблиста (Empidornis semipartitus) — вид горобцеподібних птахів родини мухоловкових (Muscicapidae). Мешкає в Східній Африці. Це єдиний представник монотипового роду Сріблиста мухарка (Empidornis).

## Опис

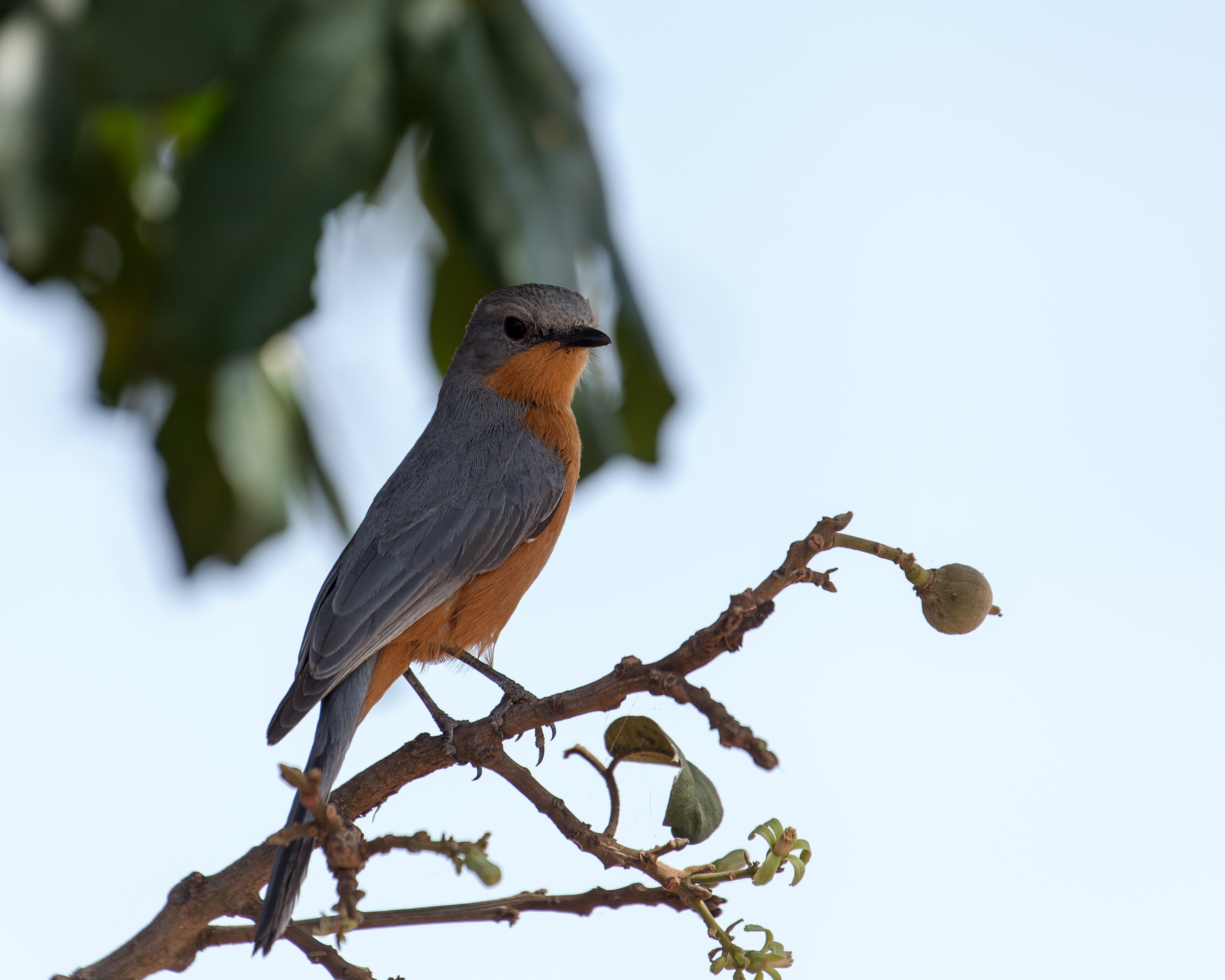
Сріблиста мухарка

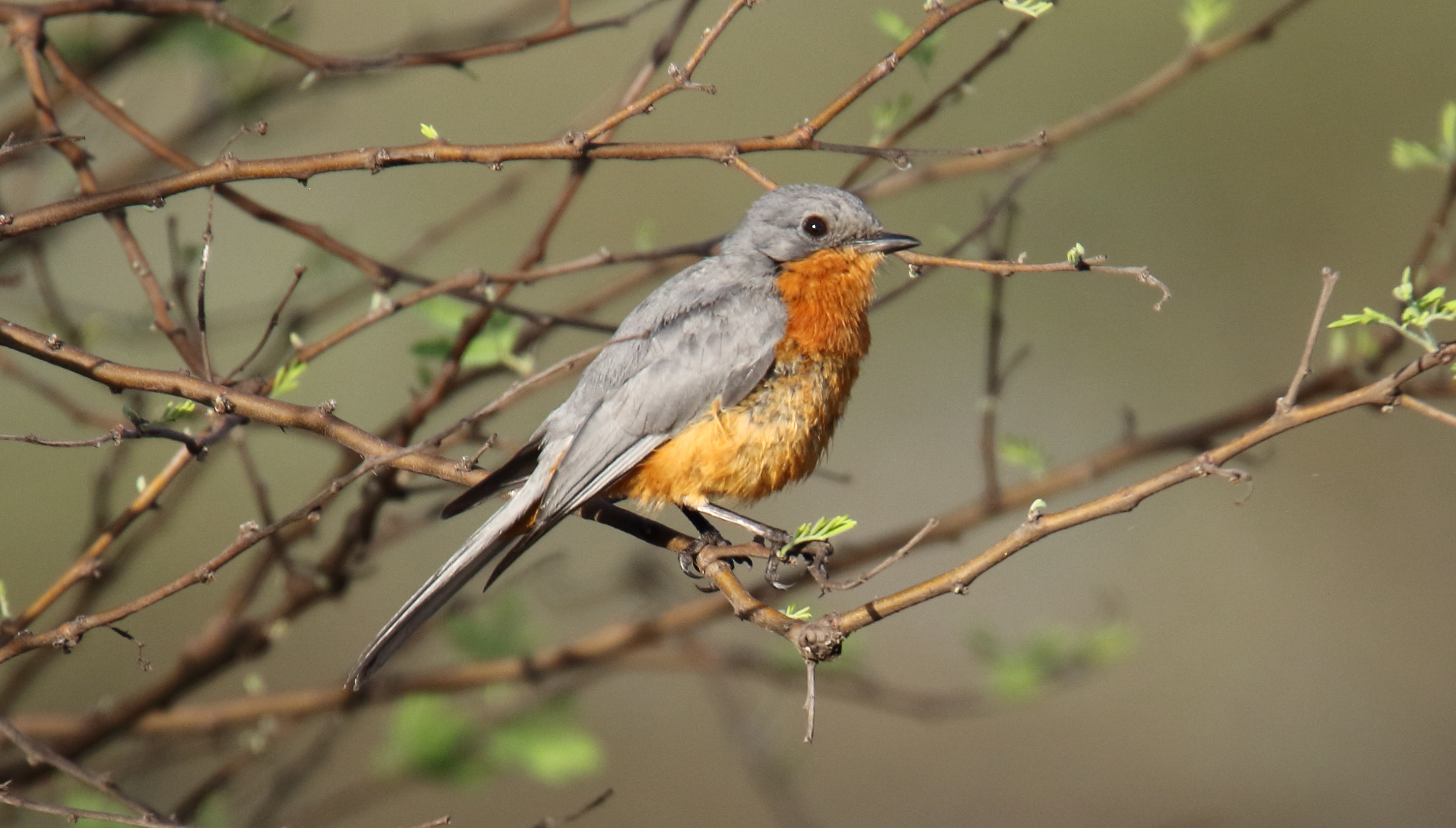
Сріблиста мухарка

Довжина птаха становить 18 см, вага 22-23 г. Верхня частина тіла сріблясто-сіра, нижня частина тіла руда. У молодих птахів верхня частина тіла поцяткована рудими плямками з чорними краями, горло і груди пістряві, поцятковані охристими і чорними плямками.

## Поширення і екологія
Сріблисті мухарки мешкають на півдні Судану, в Південному Судані, на заході Ефіопії, на півночі і сході Уганди, на заході Кенії та на півночі Танзанії. Вони живуть в саванах, в сухих чагарникових заростях і садах.